# Rufio Achilio Mecio Placido
Rufio Achilio Mecio Placido (latino: Rufio Achilius Maecius Placidus; fl. 481) è stato un politico romano.
Fu console per l'anno 481, senza collega; fu scelto da Odoacre, re d'Italia. Tra il 476 e il 483 ricevette un posto riservato nel Colosseo, attestato da un'iscrizione (CIL VI, 32203).
Secondo un'ipotesi era probabilmente parente di Rufio Festo Avieno.